# Піяде

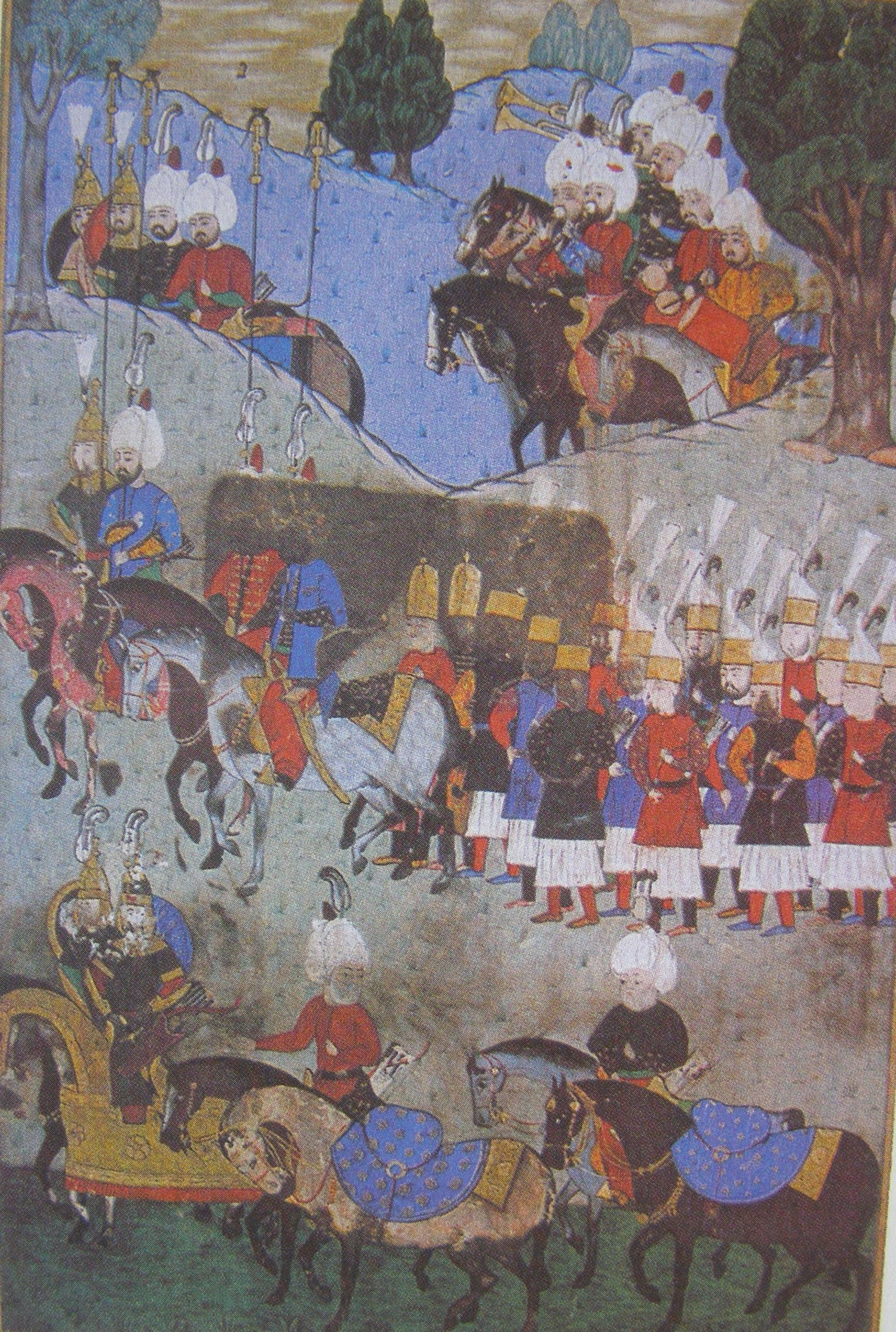
Різні роди турецького війська. Піхота праворуч.

Піяде або Яя — Османській імперії — піше військо, піхота.